# Símbolo de Jacobi
| n \ m | 0 | 1 | 2  | 3  | 4 | 5  | 6  | 7  | 8  | 9 | 10 | 11 | 12 | 13 | 14 | 15 | 16 |
| ----- | - | - | -- | -- | - | -- | -- | -- | -- | - | -- | -- | -- | -- | -- | -- | -- |
| 1     | 1 |   |    |    |   |    |    |    |    |   |    |    |    |    |    |    |    |
| 3     | 0 | 1 | -1 |    |   |    |    |    |    |   |    |    |    |    |    |    |    |
| 5     | 0 | 1 | -1 | -1 | 1 |    |    |    |    |   |    |    |    |    |    |    |    |
| 7     | 0 | 1 | 1  | -1 | 1 | -1 | -1 |    |    |   |    |    |    |    |    |    |    |
| 9     | 0 | 1 | 1  | 0  | 1 | 1  | 0  | 1  | 1  |   |    |    |    |    |    |    |    |
| 11    | 0 | 1 | -1 | 1  | 1 | 1  | -1 | -1 | -1 | 1 | -1 |    |    |    |    |    |    |
| 13    | 0 | 1 | -1 | 1  | 1 | -1 | -1 | -1 | -1 | 1 | 1  | -1 | 1  |    |    |    |    |
| 15    | 0 | 1 | 1  | 0  | 1 | 0  | 0  | -1 | 1  | 0 | 0  | -1 | 0  | -1 | -1 |    |    |
| 17    | 0 | 1 | 1  | -1 | 1 | -1 | -1 | -1 | 1  | 1 | -1 | -1 | -1 | 1  | -1 | 1  | 1  |

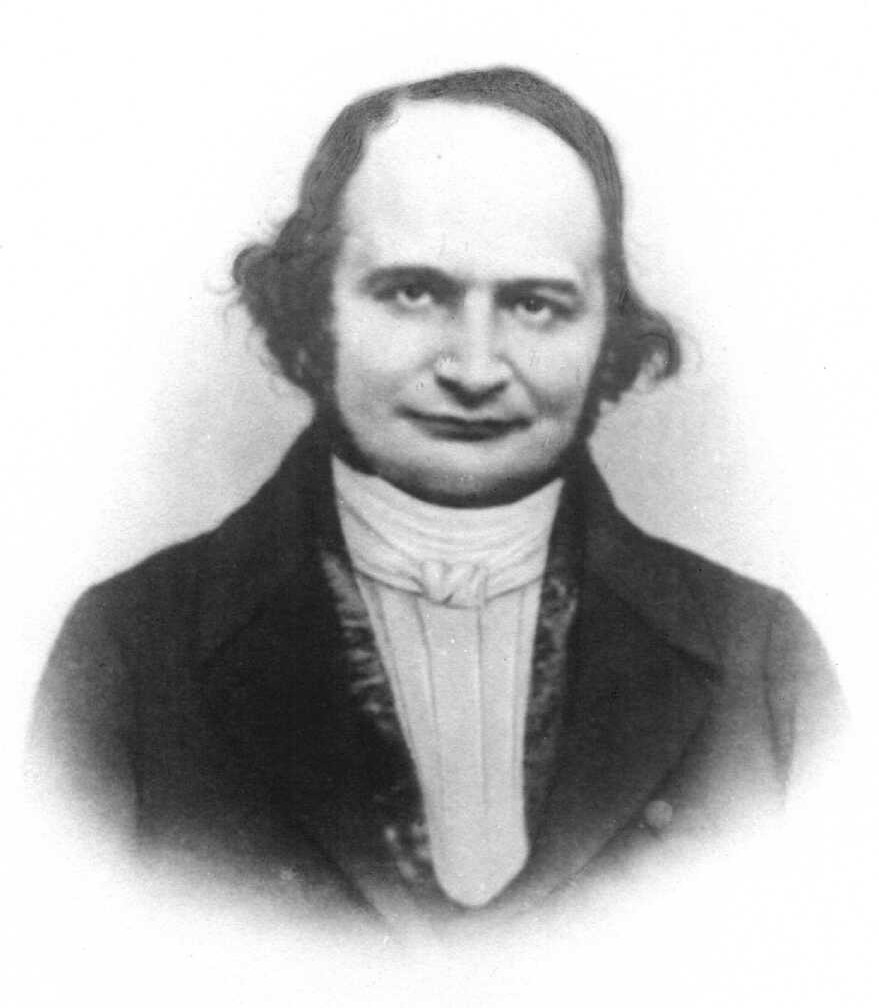
Carl Jacobi

El símbolo Jacobi (m/n)  para varios m (parte superior) y n (lado izquierdo). Solo  se muestran 0 ≤ m < n, ya que debido a la regla (2) por debajo de cualquier otra m puede ser reducida a módulo n. Los residuos cuadráticos se resaltan en amarillo —nótese que ninguna entrada con un símbolo de Jacobi de -1 es un residuo cuadrático, y si m es un residuo cuadrático (mod n) y gcd (m,n)=1, entonces (m|n)=1, pero algunas entradas con un símbolo de Jacobi de 1 (véase la fila n = 9) no son residuos cuadráticos. Nótese también que cuando tanto n o m  son un cuadrado, todos los valores son 0 o 1.
En la teoría de los números, el símbolo de Jacobi, denotado como {\displaystyle \textstyle \left({\frac {m}{n}}\right)}, es una función aritmética que toma dos argumentos y devuelve un valor entero comprendido en el intervalo {\displaystyle [-1,1]}. En esencia se puede considerar como una generalización del símbolo de Legendre para valores impares de {\displaystyle n} que no necesariamente han de ser primos. Debe su nombre al matemático Carl Gustav Jakob Jacobi que lo introdujo en 1837.

## Definición
Sea m un número entero y n un número natural impar, cuya descomposición en factores primos es
{\displaystyle n=\prod _{i=1}^{k}p_{i}^{a_{i}}},
se denomina símbolo de Jacobi a la expresión:
{\displaystyle \left({\frac {m}{n}}\right)=\prod _{i=1}^{k}\left({\frac {m}{p_{i}}}\right)^{a_{i}}}
donde para todo i, pi es primo y ai es un número natural, denotando mediante {\displaystyle \textstyle \left({\frac {m}{p_{i}}}\right)} el símbolo de Legendre. Obviamente, cuando n es un número primo impar, el correspondiente símbolo de Jacobi se reduce al de Legendre.

## Propiedades
El símbolo de Jacobi satisface las mismas reglas que aquel al que generaliza, además de algunas adicionales:
i) Si {\displaystyle n|m} entonces {\displaystyle \left({\frac {m}{n}}\right)=0}.
ii) Un caso especial de esto último es que {\displaystyle \left({\frac {m}{m}}\right)=0}.
iii) Si {\displaystyle m} y {\displaystyle n} son números impares primos relativos entre sí, y {\displaystyle n\geq 3} se cumple la siguiente relación:
{\displaystyle \left({\frac {m}{n}}\right)\left({\frac {n}{m}}\right)=(-1)^{(m-1)(n-1)/4}}
iv)
Si
{\displaystyle h\equiv k{\pmod {P}},}, entonces  {\displaystyle \left({\frac {h}{P}}\right)=\left({\frac {k}{P}}\right)}
v) Para P entero positivo impar se cumple: {\displaystyle \left({\frac {a}{P}}\right)\left({\frac {b}{P}}\right)=\left({\frac {ab}{P}}\right)} 